# 龙井村 (杭州市)
30°13′20″N 120°05′53″E / 30.22218°N 120.09803°E

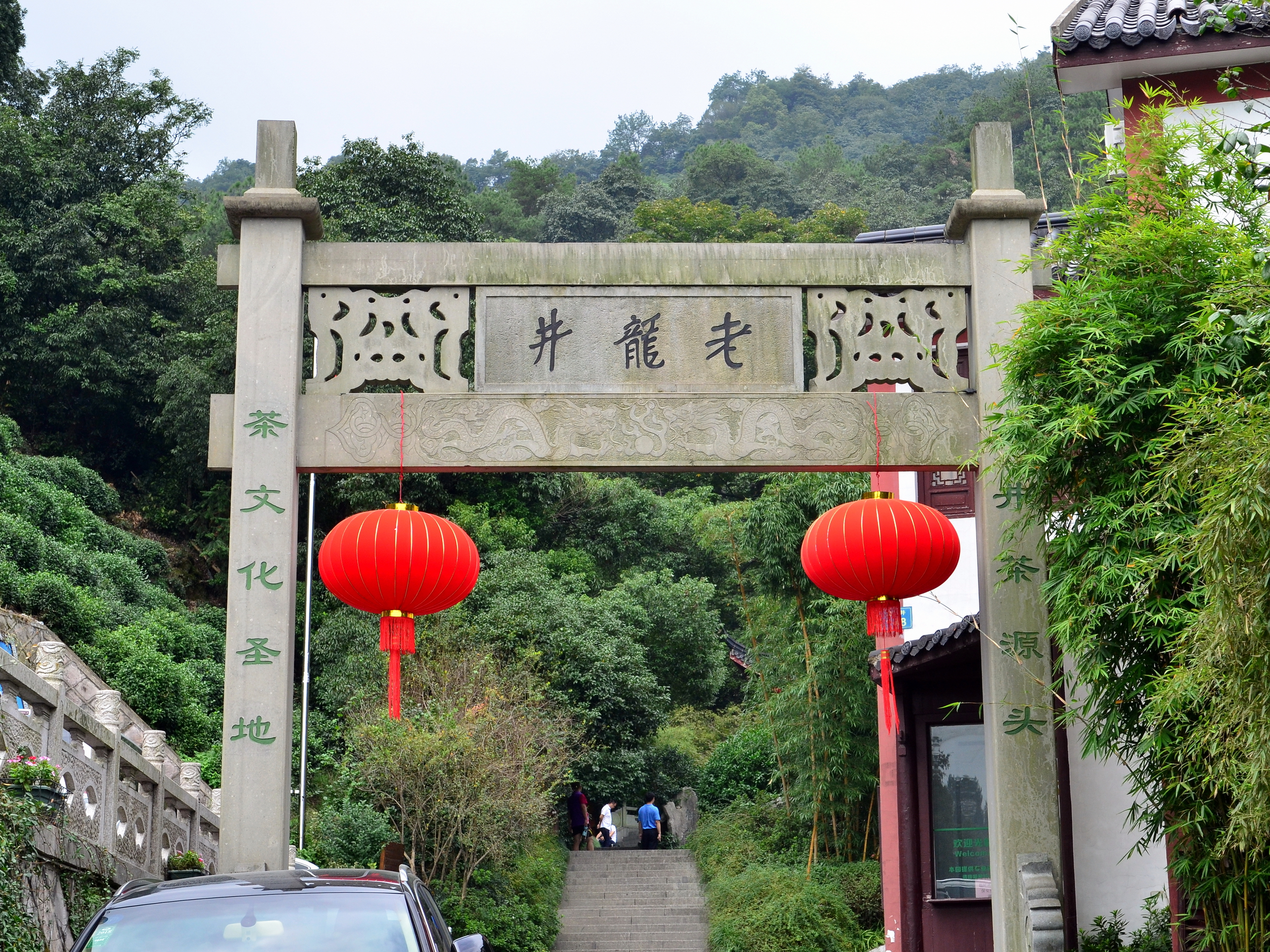
龙井村

龙井村是中国浙江省杭州市西湖区西湖街道所辖的一个村，位于西湖风景区内，地处西湖西南面。总面积2.18平方公里，人口约600人。该村为龙井茶的主要产地之一，出产“狮”字号龙井茶。因村内名为龙井的古井而得名。

## 历史文化
根据史料，唐朝陆羽《茶经》记载杭州当地已经开始出现茶业。宋朝时期为天竺、葛岭一带佛门制茶。宋朝秦观曾撰写《游龙井记》，提到三国时期著名道家葛稚川曾经在此炼丹。而直至元朝，龙井一带所产茶叶才开始出名。翰林学士虞集《游龙井》中提到此处。

## 主要景点
龙井位于凤凰岭龙井寺。旁边建有龙王祠，其他风景点有御茶园，胡公庙，九溪等。

## 图册

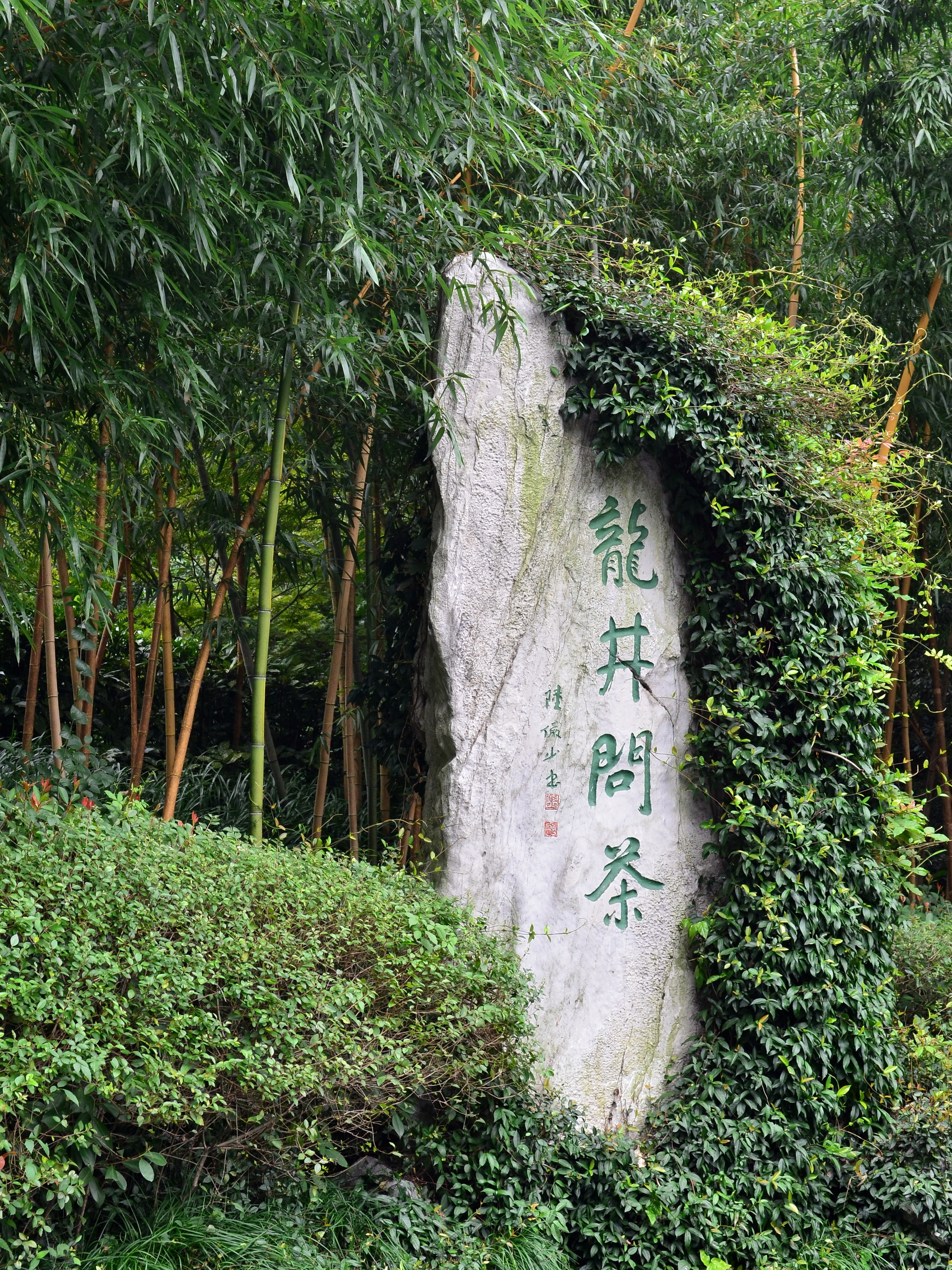
老龙井景区“龙井问茶”是新西湖十景之一
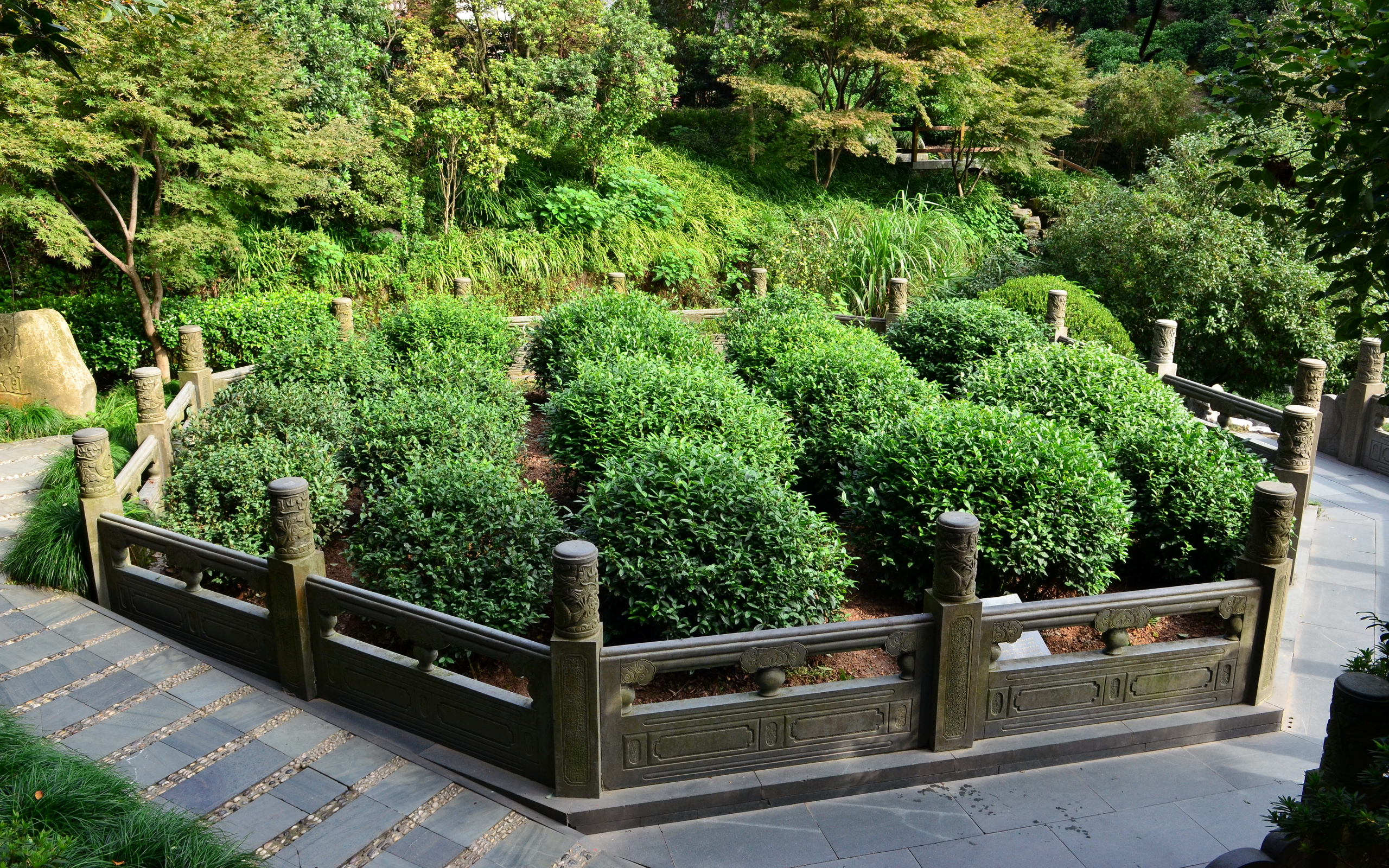
老龙井·十八棵御茶树
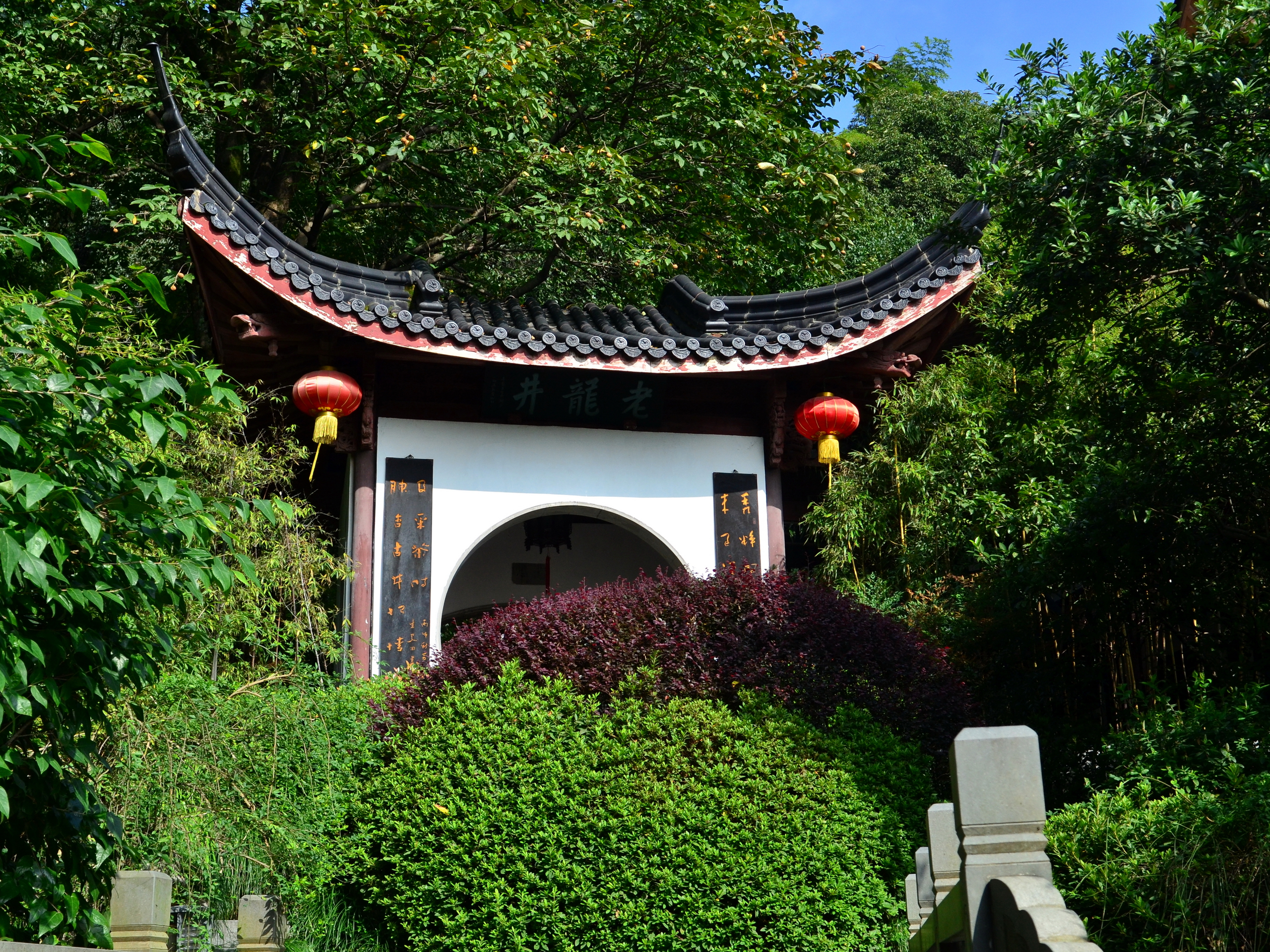
老龙井御茶园
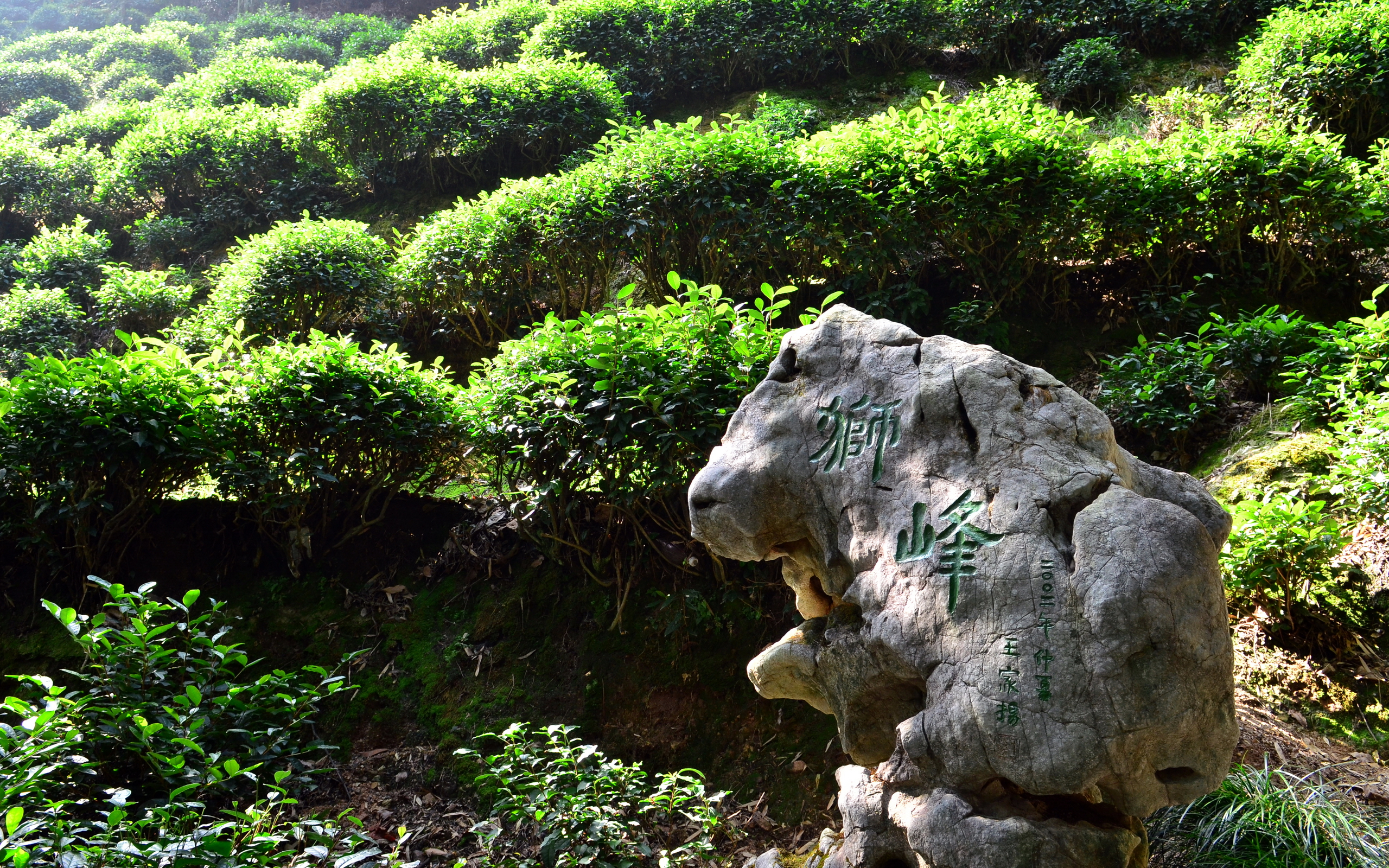
西湖龙井茶园